# آب‌انبار یزدی‌ها
آب‌انبار یزدی‌ها مربوط به سده‌های متأخر دوران‌های تاریخی پس از اسلام است و در قم، خیابان عمار یاسر، کوچه اشعری واقع شده و این اثر در تاریخ ۲۷ آبان ۱۳۸۶ با شمارهٔ ثبت ۲۰۲۳۰ به‌عنوان یکی از آثار ملی ایران به ثبت رسیده‌است.